# Limnius opacus
Limnius opacus är en skalbaggsart som beskrevs av Müller 1806. Limnius opacus ingår i släktet Limnius, och familjen bäckbaggar. Arten har ej påträffats i Sverige.